# Lucas Schickhardt (III.)

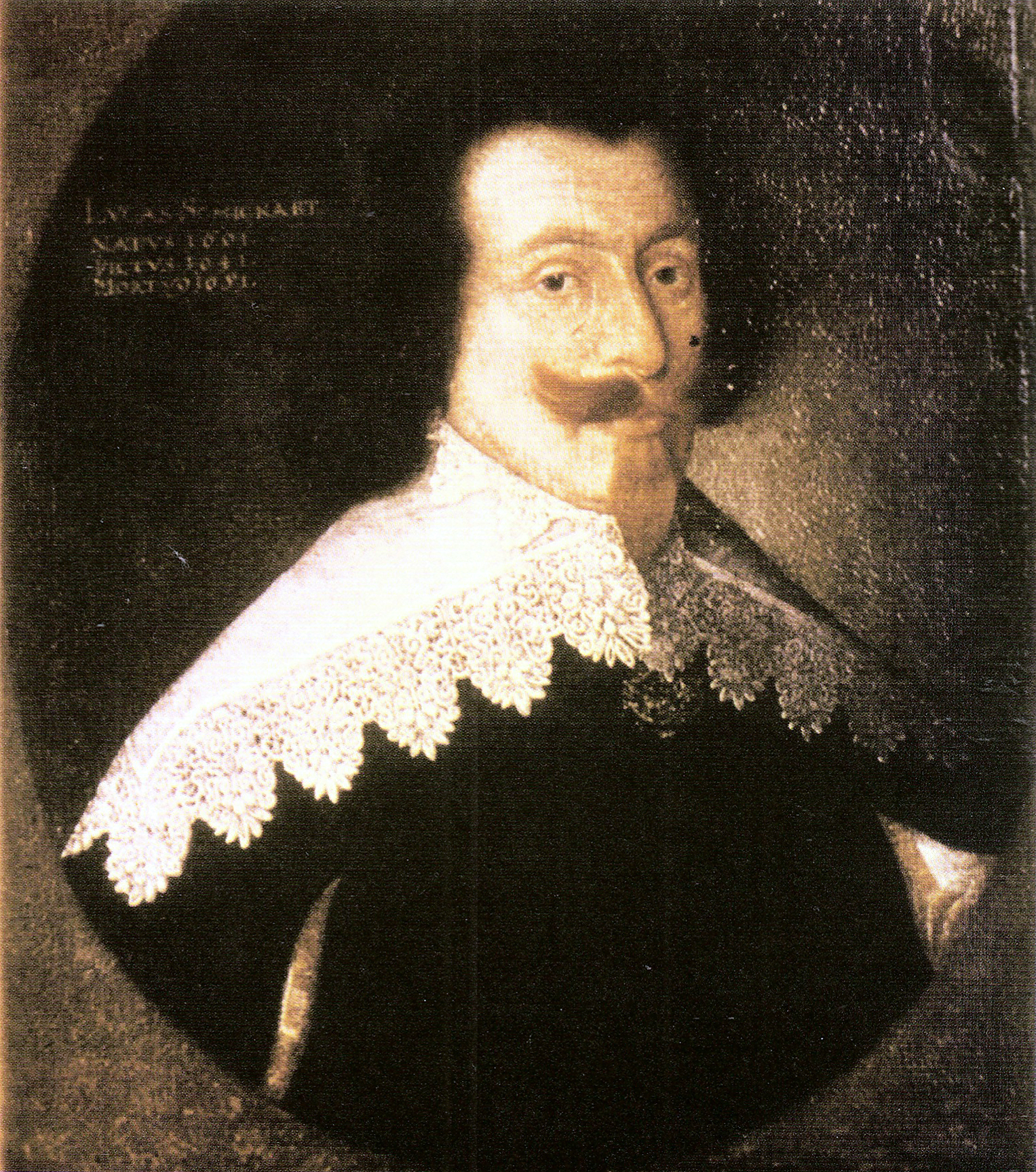
Lucas Schickhardt III. (Öl auf Leinwand, 1641)

Lucas Schickhardt (* 3. Januar 1603 in Herrenberg; † 24. September 1651 in Stuttgart) war ein württembergischer Rentkammer-Expeditionsrat. In seinen jungen Jahren war er insgesamt 16 Jahre Präzeptor. Er war ein Sohn des gleichnamigen Kunstschreiners, ein jüngerer Bruder des späteren Professors Wilhelm Schickard sowie ein Neffe des Baumeisters Heinrich Schickhardt und des Theologen Philipp Schickhart.

## Leben
Lucas Schickhardt war der zweite überlebende Sohn von Lucas Schickhardt (II.) und seiner Frau Margaretha geb. Gmelin. Er kam erst nach dem frühen Tod seines Vaters auf die Welt.
Ähnlich wie sein älterer Bruder Wilhelm wurde er an die Klosterschule in Bebenhausen geschickt, wo sein Onkel Wilhelm Gmelin als Präzeptor arbeitete. Durch Vermittlung des Lateins und der Grundlagen anderer Wissenschaften, war diese Schule eine unentbehrliche Vorbereitung zum Studium. Lucas Schickhardt studierte anschließend Theologie an der Universität Tübingen.
1622 machte Lucas Schickhardt den Studienabschluss und wurde unmittelbar danach Privatpräzeptor eines jungen Freiherren von Landaw. Er diente ihm als Begleiter auf seinen Reisen durch Europa. Lucas Schickhardt war sehr sprachbegabt und, nachdem er im Studium die klassischen Fremdsprachen Latein, Griechisch und Hebräisch kennen gelernt hatte, lernte er während der Reisen Französisch, Italienisch, Spanisch und Englisch dazu. Nach einer längeren Reisephase lebten die beiden bei dem Hebraisten David Clericus in Genf.
Wegen der Kenntnis mehrerer Fremdsprachen kam er nach seiner Rückkehr, Ende 1626, ins Gespräch als herzoglicher Präzeptor des jüngeren Bruders des Herzogs Eberhard III., des Prinzen 
Friedrich. Zu diesem Zeitpunkt ließ sich Schickhardt in Stuttgart nieder und heiratete Agnes Neuheuser, eine Tochter des Verwalters der Landschreiberei, Dionysius Neuheuser.
Am 11. November 1627 übernahm er die Stelle des Präzeptors. Er begleitete den Prinzen, als dieser seine Ausbildung auf dem Collegium illustre in Tübingen begann. Da bald der Dreißigjährige Krieg eine zunehmende Gefahr für Württemberg darstellte, schickte der Herzog aus Sicherheitsgründen den jungen Prinzen Friedrich 1630 mit dessen Begleiter Lucas Schickhardt ins Ausland. Lucas Schickhardt hielt sich am längsten in Frankreich (vor allem in Lyon, wo die Reise wegen einer Erkrankung des Prinzen unterbrochen werden musste und u. a. in Saumur, Angres und Paris) auf. Er war aber auch eine längere Zeit in Dänemark, wo sie von König Christian IV. – dem Onkel Friedrichs – aufgenommen wurden. 1637 begleitete Schickhardt Friedrich nach Wien, wo dieser versuchte, von Kaiser Ferdinand II. die Rückgabe Württembergs an seinen Bruder zu erreichen.
Schickhardt konnte erst im Oktober 1638 nach Stuttgart zurückkehren. Seine Frau verstarb inzwischen an der Pest. So heiratete er am 15. Januar 1639 Agnes Kettenacker (1621–1701), eine Tochter des Stuttgarter Kaufmanns und Ratsherrn Sebastian Kettenacker, der aus Riedlingen stammte. Vom Herzog wurde er zum Rentkammer-Expeditionsrat ernannt. Es war eine sehr hohe Stelle, da die Rentkammer die zentrale Staatsfinanzbehörde war und das Staatskammergut verwaltete. Es ist davon auszugehen, dass er auf dem Hospitalkirchhof beerdigt wurde. Seine Witwe heiratete 1655 Magnus Hessenthaler (1621–1681), Professor am Collegium illustre in Tübingen.
Lucas Schickhardt hatte mit seiner zweiten Frau Agnes geb. Kettenacker neun Kinder, wovon fünf Söhne und zwei Töchter ihn überlebten. Unter ihnen waren:
- Johann Friedrich (* 26. April 1640; † 31. März 1694 in Ehningen), Pfarrer
- Agnes (* 27. Februar 1642; † 24. Juni 1711, ⚭ 1666 Pfarrer Wolfgang Heinold), Dichterin
- Georg Heinrich (1651–1689), Vogt in Calw und Hirsau